# Asami Mizukawa
Asami Mizukawa  (水川 あさみ, Mizukawa  Asami), née le 24 juillet 1983 à Ibaraki dans la préfecture d'Osaka, est une actrice japonaise.

## Biographie
Asami Mizukawa fait ses débuts en 1997 à l'âge de treize ans dans une publicité pour "Hebel Haus" de la société Asahi Kasei. En 2000, elle remporte le Grand Prix du troisième concours « Miss Tokyo Walker » et obtient un second rôle dans le film de J-Horror Dark Water, sorti en 2002. Depuis, elle est apparue dans de nombreux films, séries télévisées et publicités.
Asami Mizukawa est mariée, depuis 2019, avec l'acteur Masataka Kubota (en).

## Filmographie sélective

### Au cinéma
- 1997 : Tokimeki Memorial (ときめきメモリアル, Tokimeki memoriaru?) de Hiroshi Sugawara (ja)
- 1997 : Kindaichi shōnen no jikembo: Shanghai ningyo densetsu (金田一少年の事件簿 上海魚人伝説?) de Yukihiko Tsutsumi
- 2001 : Hashire！ Ichirō (走れ！イチロー?) de Kazuki Ōmori
- 2001 : Go d'Isao Yukisada
- 2002 : Dark Water (仄暗い水の底から, Honogurai mizu no soko kara?) de Hideo Nakata
- 2003 : Saru (サル?) de Yōichirō Hayama (ja)
- 2003 : The Locker (渋谷怪談, Shibuya kaidan?) de Kei Horie
- 2004 : The Locker 2 (渋谷怪談2, Shibuya kaidan 2?) de Kei Horie
- 2004 : Pika**nchi Life is Hard Dakara Happy (ピカ☆☆ンチ LIFE IS HARD だから HAPPY?) de Yukihiko Tsutsumi
- 2004 : 69 de Lee Sang-il
- 2004 : [Is A.] (イズ・エー?) de Ken'ichi Fujiwara (ja)
- 2005 : Shinku (深紅?) de Takashi Tsukinoki (ja)
- 2005 : Pray (絶対恐怖 Pray プレイ, Purei?) de Yūichi Satō (ja)
- 2005 : Madamada abunai deka (まだまだあぶない刑事?) de Kunio Torii (ja)
- 2005 : Under The Same Moon (同じ月を見ている, Onaji tsuki o miteiru?) de Kenta Fukasaku
- 2005 : Nagurimono (殴者?) de Hideaki Sunaga (ja)
- 2005 : School Daze (スクールデイズ, Sukūru deizu?) de Kentarō Moriya (ja)
- 2006 : Memories of Tomorrow (明日の記憶, Ashita no kioku?) de Yukihiko Tsutsumi
- 2007 : Saiyūki (西遊記?) de Kensaku Sawada (ja)
- 2008 : Chameleon (カメレオン, Kamereon?) de Junji Sakamoto
- 2009 : Good Husband (今度は愛妻家, Kondo wa aisaika?) d'Isao Yukisada
- 2010 : Higanjima de Kim Tae-gyun
- 2010 : I Am (アイ・アム, Ai amu?) de Rodō Seji
- 2011 : A Honeymoon in Hell: Mr. and Mrs. Oki's Fabulous Trip (大木家のたのしい旅行 新婚地獄篇, Ōki-ke no tanoshī ryokō: Shinkon jigoku--hen?) de Ryūichi Honda (ja)
- 2013 : Return (リターン, Ritān?) de Masato Harada
- 2013 : Bilocation (バイロケーション, Bairokeishon?) de Mari Asato (ja)
- 2014 : Close Range Love近キョリ恋愛 (Kinkyori ren'ai?) de Naoto Kumazawa (ja)
- 2014 : Fukufukusō no Fuku-chan (福福荘の福ちゃん?) de Yōsuke Fujita (ja)
- 2016 : Gosaigyō no onna (後妻業の女?) de Yasuo Tsuruhashi (ja)
- 2018 : Roupeiro no yūutsu (ホペイロの憂鬱?) d'Akihito Kajiya
- 2020 : Guddobai: Uso kara hajimaru jinsei kigeki (グッドバイ〜嘘からはじまる人生喜劇〜?) d'Izuru Narushima
- 2020 : Kigeki: Aisai monogatari (喜劇 愛妻物語?) de Shin Adachi (ja)
- 2020 : Midnight Swan (ミッドナイトスワン, Middonaito suwan?) d'Eiji Uchida (ja)
- 2020 : Runway (滑走路, Kassōro?) de Norichika Oba (ja)
- 2020 : Underdog (アンダードッグ, Andā doggu?) de Masaharu Take

### À la télévision
- 1998 : P.A. Private Actress
- 1999 : Shōshimin kēn
- 1999 : Abunai hōkago
- 2000 : Hanamura Daisuke
- 2001 : Sayonara Ozu sensei
- 2002 : The Long Love Letter
- 2003 : Et Alors
- 2003 : Stand Up
- 2004 : Mother and Lover
- 2005 : Kaze no haruka
- 2006 : Saiyūki
- 2006 : Team Medical Dragon
- 2006 : Nodame Cantabile
- 2007 : Fūrin kazan (風林火山?)
- 2007 : Oishii gohan: Kamakura kasugai kometen
- 2007 : Team Medical Dragon 2
- 2008 : Nodame Cantabile in Europe
- 2008 : Last Friends
- 2008 : 33pun tantei
- 2008 : Yume o kanaeru zō
- 2009 : Kaettekosaserareta 33pun tantei
- 2009 : Le Chien d'Orthros (Orutorosu no inu)
- 2009 : GodHand Teru
- 2011 : Gō
- 2012 : Tsumi to batsu: A Falsified Romance
- 2012 : Sarutobi sansei
- 2013 : 3-in-1 House Share
- 2014 : Heartbroken Chocolatier (Shitsuren Chocolatier)
- 2016 : Watashi o hanasanai de (わたしを離さないで?)
- 2016 : Tōkyō joshi zukan
- 2017 : Fugitive Boys
- 2018 : Double Fantasy
- 2018 : Segodon
- 2020 : Terrace House: Tokyo 2019-2020

## Distinctions

### Récompenses
- 2021 : prix Mainichi de la meilleure actrice pour Kigeki: Aisai monogatari[1]